# فاننو
فاننو (بالفرنسية: Vanono)‏ هي commune in Madagascar تقع في مدغشقر في Mananara Nord. يقدر عدد سكانها بـ 14,000 نسمة وترتفع عن سطح البحر 345 متر.